# Callianthemum sajanense
Callianthemum sajanense là một loài thực vật có hoa trong họ Mao lương. Loài này được (Regel) Witasek mô tả khoa học đầu tiên năm 1899.